# Patrícia Araújo
Pour les articles homonymes, voir Araújo (homonymie).
Patrícia Araújo (également connue sous le nom de Patrícia Oliveira) (nommé Felipe Silva de Araújo à sa naissance le 11 mars 1982) décédée le 4 juillet 2019 est un modèle et une actrice trans brésilienne. Araújo est également une ancienne actrice pornographique.

## Biographie
Silva de Araújo est né dans une famille de la classe moyenne de l'île Governador (Rio de Janeiro) au Brésil, sous le prénom de Felipe. À 12 ans, à l'intérieur de l'école publique où elle était élève, Araújo embrassa un camarade de classe (prénommé André). Cet événement a généré des rumeurs qui ont attiré l'attention du conseil scolaire et Araújo a été persécuté par la conseillère d'éducation de l'établissement. Pensant que l'intention de la fonctionnaire était uniquement de l'aider, Araújo a avoué qu'elle était homosexuelle. En conséquence, elle a été renvoyée de l’école en 1997 alors qu’elle était en septième année.
Après cet incident, Araújo a avoué à ses parents, Severino Araújo (un agent de sécurité) et Terezinha Araújo, mère au foyer, tous deux de confession évangélique, qu'elle se voyait comme une femme et non comme un homme et qu'elle était attirée par les hommes. Pour cette raison, son frère aîné, dont elle ne divulgue pas le nom, a voulu l'expulser de la maison ; mais ses parents l'ont soutenue.
Araújo a commencé à s'habiller en femme et, guidée par un travesti qui vivait près de chez elle, a commencé à prendre des pilules contraceptives pour devenir plus féminisée. À l'âge de 15 ans, elle a épousé un homme de vingt ans de plus qu'elle et s'installa à São Paulo. La relation a duré quatre ans et peu de temps après son terme, Araújo est retournée à Rio de Janeiro pour trouver du travail et terminer ses études secondaires. N'ayant pas pu trouver de travail elle s'est ensuite prostituée, d'abord au Brésil, puis en Italie, sous le nom de Patricia Chantily.
En 2009, Araújo fut modèle (particulièrement remarquée) lors de la Fashion Week de Rio,. Elle a également travaillé comme actrice dans la mini-série A Lei eo Crime (La Loi et le Crime) et dans le feuilleton télévisé Luz do Sol, tous deux produits par la chaîne de télévision brésilienne Rede Record. En avril 2009, elle pose avec le mannequin/modèle Pamela Sanches pour le magazine A Gata da Hora,.
Tout comme Roberta Close fut la première personne trans à "faire" la couverture de Playboy (en 1984), Patricia Araujo a été en septembre 2011 la première femme trans à être la protagoniste d'un essai pour la Virgula Girl (Top100 des plus belles femmes du monde, établi par le magazine Maxim).
En 1999, dans le film Rogue Adventures 5, alors qu'elle était âgée de dix-sept ans, Patricia a été la première actrice de l'histoire du cinéma pornographique à réaliser encore mineure une scène de double pénétration anale.
Lorsque Patricia jouait dans des films érotiques, elle était connue pour ne pas montrer ses seins parce que ses mamelons étaient "croisés" ou "yeux rivés au mur". Elle a récemment subi une opération chirurgicale pour corriger ce problème, et ses seins seraient maintenant "parfaits".
Légalement, elle s'appelle Patrícia Oliveira.
Elle meurt le 4 juillet 2019 à Rio de Janeiro, la cause est un suicide par overdose,.

## Prix
- Miss Brazil Transsex 2002
- Miss T-girl World 2004
- Miss Universo Trans 2005

## Filmographie partielle
- Rogue Adventures 5 (1999)
- Shemale Yum prend des transsexuels brésiliens 3 (2002)
- Shemale Slumber Party de Gia Darling (2003)
- All-Stars mâle à gros cul (2003)
- Soirée pyjama entre hommes (2003)
- Trans X 2 (2003)